# 福岡事件
福岡事件（ふくおかじけん）とは、1947年（昭和22年）5月に福岡県福岡市で発生した殺人事件である。別名を福岡ヤミ商人殺人事件ともいう。
捜査当局は7名を検挙したが、事件は偶発的に発生したものであり、主犯として処刑された人物については冤罪ではなかったかと指摘されるなど、捜査および裁判に対する疑問が現在でも残る事件である。

## 事件の概要
以下は起訴状による事件の概要である。
N（当時32歳）は、旧日本軍の拳銃を持っていたI（当時30歳）らと共謀し、軍服1000着の架空取引を行い取引相手から金銭を騙し取ろうと計画し、仮に成功しない場合には相手を殺害し金銭を強奪しようと計画した。1947年5月に日本人ブローカー（当時40歳、以下A）などの仲介で、中国人衣類商（当時40歳、以下B）ら中国人グループと取引することになった。Nは福岡市内の飲食店でBから取引代金70万円のうち10万円を保証金として受領した。残金は商品と引換にということになり、Nの仲間が5月20日午後7時過ぎ、福岡市堅粕（現在の博多区堅粕）の鹿児島本線沿いの工業試験場付近の「取引現場」に誘い出してIがAとBに拳銃を発射し、そのほかの仲間が刃物できりつけるなどして殺害した。NとIら7名は強盗殺人で逮捕・起訴された。
NとIであるが、捜査段階では以上の「事実」を自白したが、裁判では起訴事実を否認し、Nは「Aに取引の立会いを頼まれただけで、強盗殺人に関与していない」とし、Iは「2人を射殺したのは事実であるが、喧嘩の相手と誤認したものであり、強盗するためでも計画的にした犯行でない」と事実誤認を主張した。そのため、被告人らは事件は偶発的な事件であり、単純殺人ないし傷害致死であるとして、強盗目的はなかったと主張したもので、Nは飲食店にいただけでAとBの殺害には無関係であり、無罪であるというものであった。

## 裁判経過
被害者であるBの仲間に対する感情に裁判官が応えたという主張がある。これはIの後日談によれば、裁判の傍聴に来たBの仲間の中国人が「被告人7名を死刑にせよ」と騒いでいたため、一審の福岡地方裁判所（1948年2月27日）の判決公判で主犯格のNとIを死刑にそのほかの4名に懲役刑、1名を無罪を宣告した場に、裁判長が「二人を死刑にしたので、それで了承してくれ」と異例の発言をしたのだという。
この当時中国人の母国である中華民国は連合国の一員として対日戦（第二次世界大戦）に勝利していたため、敗戦国である日本に対し戦勝国として意気盛んであったという。そのため、裁判官が被害者の立場を必要以上に鑑みたために事実認定を誤ったというもので、後にIの弁護人となった刑法学者の小野清一郎がそのように主張した。だが、1956年4月に最高裁はNとIの上告を棄却し死刑判決が確定した。
そのほか、後に同事件を冤罪であるとして救援活動をしていた熊本県の元教戒師の古川泰龍は1963年9月に「福岡誤殺事件真相究明書」を出版したが、以下のような点が疑問であるとして、Iによる殺害の事実はあるが強盗殺人事件ではなく偶発的な殺人事件と主張し、Nはこの事件では無罪であると主張している。
- 犯行に使われた凶器は三種類もあり、最初から殺害するためにいくつもの凶器を使い分ける必要性がない。そのため現場の状況は乱闘の結果として死亡したと見るのが自然である。
- 判決文では強盗目的の計画殺人としているのに、被害者の所持金5万円をはじめ何一つ奪われていなかった。そのため、不自然さがある。
- 中国人達が法廷に押しかけた状況のなかで、判決に微妙な影響を与えたため事実認定に誤りがある。

## 処刑
1968年4月に国会に再審特例法案が提出されたが廃案となり、その見返りとして、西郷吉之助法務大臣は、GHQ占領下の死刑囚6件7人に個別恩赦を検討すると表明した。
福岡事件の死刑囚2名に対しても個別恩赦が検討されることになった。
1975年6月17日（実際の結論が出たのは6月6日）に中央更生保護審査会は「他の共犯との刑の均衡を図る必要がある」として実行犯Iの恩赦を決定した。しかし、主犯とされたNの恩赦は不適当であると結論された。そのため当時の稲葉修法務大臣は6月12日にNの死刑執行命令書に署名し、6月16日に収監されていた福岡拘置所に執行指揮書が届けられた。
翌日6月17日、Iには恩赦による無期懲役への減刑が伝えられたが、国会の法務省当局の恩赦へ前向きの答弁から恩赦決定は近いと思っていたNには恩赦不適当と死刑執行が同時に伝達され、午前10時30分ごろ絶命した。辞世の句は「叫びたし、寒満月の割れるほど」と無罪を叫ぶものであった。享年60。なおNには妻と子供3人がいたという。
ちなみに福岡拘置所で恩赦を検討すると表明されたのは、NとIそして免田栄の3人で、実際に恩赦となったのはIただ一人であった。
なおIに対する恩赦は現在、死刑囚に対するものでは最後である。Iは1989年12月、逮捕から42年が経過した73歳で仮出所した。これは、確定した死刑囚が釈放される初めてのケースとなった。この元死刑囚としての拘禁期間42年7ヶ月は日本では、袴田事件の袴田巌が再審開始により釈放されるまでは最高記録だった。Iは仮釈放後出家し、講演会活動なども行なった。
2005年5月にNの遺族とIと共犯1名が、福岡事件は捜査段階の拷問で自白したものであり、強盗殺人は事実誤認であり誤判であるとして、福岡高裁に対し死刑執行後に再審請求を行った。Iは2008年11月7日、急性心筋梗塞のため91歳で死去した。